# Plante succulente
Ne doit pas être confondu avec Cactaceae.

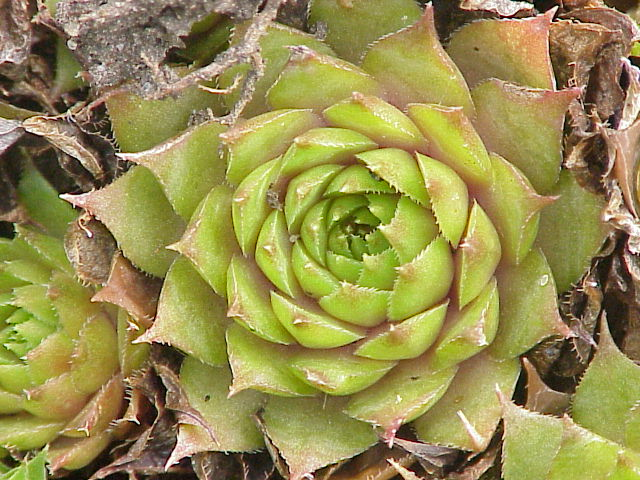
La joubarbe des toits (Sempervivum tectorum).

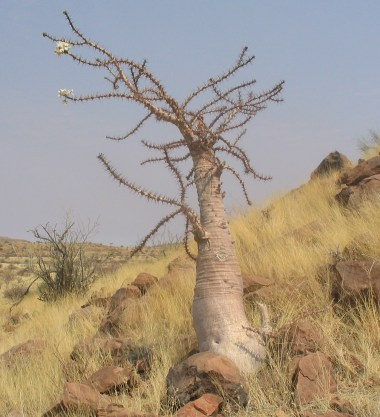
Arbre bouteille (Pachypodium lealii).

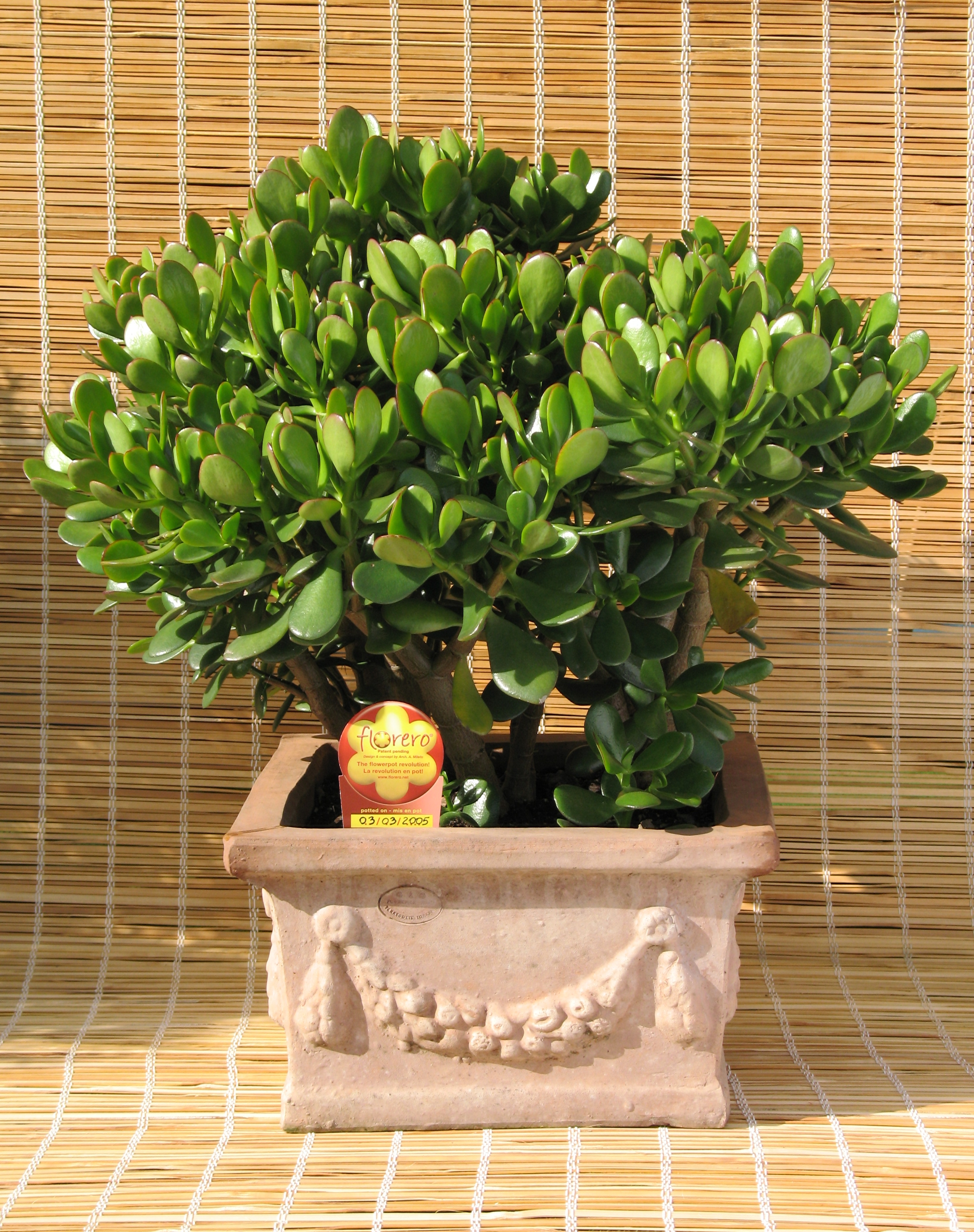
Bonsaï de Crassula ovata.

Une plante succulente ou plante grasse, appelée aussi malacophyte, est une  plante charnue adaptée pour survivre dans des milieux arides du fait des caractéristiques du sol, du climat ou à forte concentration en sel (dans ce dernier cas, on parle de plante halophyte). L'adaptation de ces végétaux, différente de celles des plantes xérophytes proprement dites, est liée à leur capacité de stocker de l'eau dans les feuilles, les tiges ou les racines.
Les plantes succulentes sont très souvent xérophytiques (elles peuvent empêcher la perte d'eau). Par exemple, les feuilles pourront être recouvertes de cire ou de poils, ou présenter une réduction de la surface.
Les plantes succulentes sont géographiquement réparties en bordure de mer, en plaine, dans les grands déserts chauds du monde, en montagne jusqu'à plusieurs milliers de mètres d'altitude suivant les espèces. Elles sont capables d'assimiler rapidement l'eau de pluie dans le sol, mais certaines profitent des brouillards matinaux en bordure de mer qui sont leur seule source d'eau durant de très longues périodes.
Le terme vient du latin suculentus, qui signifie « plein de suc ».
Les plantes succulentes sont parfois appelées « plantes grasses », à tort, parce qu'elles ne contiennent pas de graisse. Cette dénomination évoque l'aspect épais et visqueux de leur sève appelée « suc ».
Certaines espèces de plantes succulentes, notamment les Crassulaceae et les Euphorbiaceae peuvent être cultivées sous forme de bonsaï.

## Caractéristiques adaptatives
Bien que toutes les plantes stockent de l'eau, les plantes succulentes sont particulièrement adaptées, notamment, aux longues périodes de sécheresse. Cela leur permet de survivre dans des environnements arides où elles ne rencontrent que peu de pluie et de prédateurs herbivores. Pendant la journée, leur habitat est plutôt soumis à un milieu chaud, voire très chaud selon les régions. Cependant, il est plus frais la nuit, permettant aux plantes succulentes de « respirer » et de réaliser le métabolisme acide crassulacéen qui permet de fixer le carbone.
Beaucoup de plantes ont des feuilles qui deviennent plus épaisses, voire succulentes en bord de mer, ou en contexte aride. L. Boodle décrit ce fait par exemple pour la giroflée des murailles (Cheiranthus cheiri) chez les individus croissant en bord de mer.

## Distribution
Les plantes succulentes se rencontrent principalement autour du bassin méditerranéen, au Mexique, en Afrique du Sud, en Amérique du Sud, en Inde et dans les déserts chauds du globe.

## Principales familles
| Famille       | Succulentes (nombre d'espèces) | Organe             | Distribution                             |
| ------------- | ------------------------------ | ------------------ | ---------------------------------------- |
| Aizoaceae     | 1 100                          | Feuille            | Afrique du Sud, Europe, Amérique du Nord |
| Agavaceae     | 300                            | Feuille            | Amérique du Nord, Amérique centrale      |
| Apocynaceae   | 500                            | Tige               | Afrique, Arabie, Inde                    |
| Asphodelaceae | 500                            | Feuille            | Afrique, Madagascar                      |
| Cactaceae     | 1 600                          | Tige               | Amériques                                |
| Crassulaceae  | 1 300                          | feuille            | Monde entier                             |
| Cucurbitaceae | 800                            |                    | Amériques                                |
| Didiereaceae  | 11                             | Tige               | Madagascar                               |
| Euphorbiaceae | 500                            | Tige ou/et feuille | Afrique, Madagascar, Inde                |
| Geraniaceae   | 750                            |                    |                                          |
| Portulacaceae | 500                            | Feuille et tige    | Amériques                                |

- Agavaceae: Agave, Beschorneria, Chlorophytum, Furcraea, Hesperaloe, Hesperoyucca, Yucca
- Aizoaceae : voir la liste des 126 genres dans l'article Aizoaceae
- Amaranthaceae: Arthraerva
- Amaryllidaceae: Boophone, Brunsvigia, Cyrtanthus, Haemanthus, Rauhia
- Anacardiaceae: Operculicarya, Pachycormus
- Apiaceae: Steganotaenia
- Apocynaceae: Adenium, Mandevilla, Pachypodium, Plumeria
- Araceae: Zamioculcas zamiifolia
- Araliaceae: Cussonia
- Asclepiadaceae: Absolmsia, Asclepias, Aspidoglossum, Aspidonepsis, Baynesia, Brachystelma, Caralluma, Ceropegia, Cibirhiza, Cynanchum, Dischidia, Dischidiopsis, Duvalia, Duvaliandra, Echidnopsis, Edithcolea, Fanninia, Fockea, Glossostelma, Hoodia, Hoya, Huernia, Huerniopsis, Ischnolepis, Larryleachia, Lavrania, Madangia, Marsdenia, Matelea, Micholitzia, Miraglossum, Notechidnopsis, Odontostelma, Ophionella, Orbea, Orbeanthus, Pachycarpus, Pectinaria, Petopentia, Piaranthus, Pseudolithos, Quaqua, Raphionacme, Rhytidocaulon, Riocreuxia, Sarcorrhiza, Sarcostemma, Schizoglossum, Schlechterella, Stapelia, Stapelianthus, Stapeliopsis, Stathmostelma, Stenostelma, Stomatostemma, Tavaresia, Trachycalymma, Tridentea, Tromotriche, White-sloanea, Xysmalobium
- Asparagaceae: Myrsiphyllum
- Asphodelaceae: Aloe, Astroloba, Bulbine, Chortolirion, Gasteria, Haworthia, Poellnitzia, Trachyandra
- Asteraceae: Baeriopsis, Coulterella, Crassocephalum, Didelta, Gynura, Osteospermum, Othonna, Polyachyrus, Pteronia, Senecio
- Balsaminaceae: Impatiens
- Basellaceae: Anredera, Basella
- Begoniaceae: Begonia
- Bombacaceae: Adansonia, Cavanillesia, Ceiba, Pseudobombax
- Brassicaceae: Heliophila, Lepidium
- Bromeliaceae
- Burseraceae: Beiselia, Bursea, Commiphora
- Cactaceae: Acanthocalycium, Acanthocereus, Ariocarpus, Armatocereus, Arrojadoa, Arthrocereus, Astrophytum, Austrocactus, Aztekium, Bergerocactus, Blossfeldia, Brachycereus, Browningia, Brasilicereus, Calymmanthium, Carnegiea, Cephalocereus, Cephalocleistocactus, Cereus, Cintia, Cipocereus, Cleistocactus, Coleocephalocereus, Copiapoa, Corryocactus, Coryphantha, Dendrocereus, Denmoza, Discocactus, Disocactus, Echinocactus, Echinocereus, Echinopsis, Epiphyllum, Epithelantha, Eriosyce, Escobaria, Escontria, Espostoa, Espostoopsis, Eulychnia, Facheiroa, Ferocactus, Frailea, Geohintonia, Gymnocalycium, Haageocereus, Harrisia, Hatiora, Hylocereus, Jasminocereus, Lasiocereus, Leocereus, Lepismium, Leptocereus, Leuchtenbergia, Lophophora, Maihuenia, Malacocarpus, Mammillaria, Mammilloydia, Matucana, Melocactus, Micranthocereus, Mila, Monvillea, Myrtillocactus, Neobuxbaumia, Neolloydia, Neoraimondia, Neowerdermannia, Obregonia, Opuntia, Oreocereus, Oroya, Ortegocactus, Pachycereus, Parodia, Pediocactus, Pelecyphora, Peniocereus, Pereskia, Pereskiopsis, Pilosocereus, Polaskia, Praecereus, Pseudoacanthocereus, Pseudorhipsalis, Pterocactus, Pygmaeocereus, Quiabentia, Rauhocereus, Rebutia, Rhipsalis, Samaipaticereus, Schlumbergera, Sclerocactus, Selenicereus, Stenocactus, Stenocereus, Stephanocereus, Stetsonia, Strombocactus, Tacinga, Thelocactus, Turbinicarpus, Uebelmannia, Weberbauerocereus, Weberocereus, Yungasocereus
- Campanulaceae: Brighamia
- Capparidaceae: Maerua
- Caricaceae: Carica, Jacaratia
- Chenopodiaceae
- Cochlospermaceae
- Commelinaceae: Aneilema, Callisia, Cyanotis, Tradescantia, Tripogandra
- Convolvulaceae: Ipomea, Stictocardia, Turbina
- Crassulaceae: Adromischus, Aeonium, Afrovivella, Aichryson, Cotyledon, Crassula, Cremnophila, Cremnosedum, Dudleya, Echeveria,  Graptopetalum, Hylotelephium, Hypagophytum, Kalanchoe, Lenophyllum, Meterostachys, Monanthes, Orostachys, Pachyphytum, Perrierosedum, Phedimus, Pistorinia, Prometheum, Pseudosedum, Rhodiola, Rosularia, Sedella, Sedum, Sempervivum, Sinocrassula, Thompsonella, Tylecodon, Umbilicus, Villadia
- Cucurbitaceae: Apodanthera, Brandegea, Cephalopentandra, Ceratosanthes, Citrullus, Coccinia, Corallocarpus, Cucumella, Cucumis, Cucurbita, Cyclantheropsis, Dendrosicyos, Doyera, Eureindra, Fevillea, Gerrandanthus, Gynostemma, Halosicyos, Ibervilla, Kedostris, Marah, Momordica, Neoalsomitra, Odosicyos, Parasicyos, Syrigia, Telfairia, Trochomeria, Trochomeriopsis, Tumamoca, Xerosicyos, Zehneria, Zygosicyos
- Didiereaceae: Alluaudia, Alluaudiopsis, Decaria, Didieara
- Dioscoreaceae: Dioscorea
- Doryanthaceae: Doryanthes
- Ericaceae: Sphyrospermum
- Eriospermaceae: Eriospermum
- Euphorbiaceae : voir la liste d'environ 280 genres dans l'article Euphorbiaceae
- Fabaceae: Delonix, Dolichos, Erythrina, Neorautanenia, Pachyrhizus, Tylosema
- Fouquieriaceae: Fouquieria
- Geraniaceae: Monsonia, Pelargonium
- Gesneriaceae: Aeschynanthus, Alsobia, Chirita, Codonanthe, Columnea, Nematanthus, Sinningia, Streptocarpus
- Hyacinthaceae: Albuca, Bowiea, Dipcadi, Drimia, Drimiopsis, Hyacinthus, Lachenalia, Ledebouria, Litanthus, Massonia, Ornithogalum, Rhadamanthus, Rhodocodon, Schizobasis, Whiteheadia
- Icacinaceae: Pyrenacantha
- Lamiaceae: Aeollanthus, Dauphinea, Perrierastrum, Plectranthus, Solenostemon, Tetradenia, Thorncroftia
- Lentibulariaceae
- Loasaceae: Schismocarpus
- Loranthaceae: Tapinanthus
- Melastomataceae: Medinilla[Laquelle ?]
- Meliaceae: Entandrophragma
- Menispermaceae: Chasmanthera, Stephania, Tinospora
- Moraceae: Dorstenia, Ficus
- Moringaceae: Moringa
- Nolanaceae: Nolana
- Nolinaceae: Beaucarnea, Calibanus, Dasylirion, Nolina
- Orchidaceae
- Oxalidaceae: Oxalis
- Passifloraceae: Adenia
- Pedaliaceae: Pterodiscus, Sesamothamnus, Uncarina
- Phyllanthaceae: Phyllanthus[Lequel ?]
- Phytolaccaceae: Phytolacca
- Piperaceae: Peperomia
- Portulacaceae: Amphipetalum, Anacampseros, Avonia, Calyptrotheca, Ceraria, Cistanthe, Dendroportulaca, Grahamia, Lewisia, Parakeelya, Portulaca, Portulacaria, Schreiteria, Talinella, Talinum
- Rubiaceae: Anthorrhiza, Hydnophytum, Hydrophylax, Myrmecodia, Myrmephythum, Phylohydrax, Squamellaria
- Ruscaceae: Cordyline, Dracaena, Sansevieria
- Sapindaceae: Erythrophysa
- Saxifragaceae
- Sterculiaceae: Brachychiton, Sterculia
- Urticaceae: Laportea, Obetia, Pilea, Sarcopilea
- Viscaceae: Viscum
- Vitaceae: Cissus, Cyphostemma
- Xanthorrhoeaceae
- Zygophyllaceae

### Formes monstrueuses

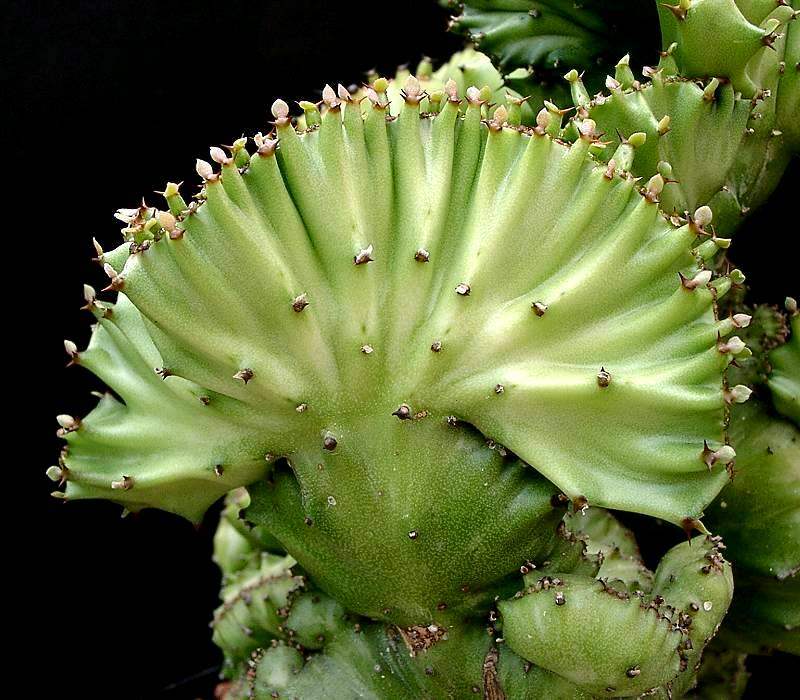
Euphorbia fasciée.

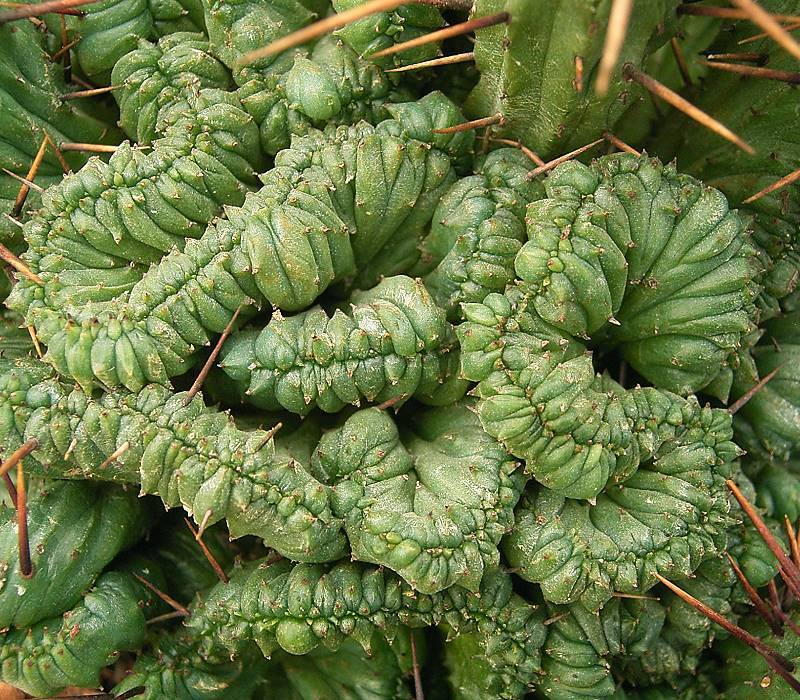
Euphorbia cristée.

Comme les cactus, les plantes succulentes présentent parfois des formes monstrueuses appréciées des collectionneurs, car donnant l'apparence d'espèces différentes et uniques.
L'origine du phénomène est inconnue, probablement due à des mutations. Il existe deux phénomènes :
- fasciation (formes fasciées) : croissance anormale du sommet d'une tige en forme de faisceau ;
- cristation (formes cristées) : croissance anormale du sommet d'une tige en forme de crête ou d'éventail.

## Utilisation
Parmi les plantes succulentes, des espèces sont exploitées pour leurs propriétés pharmaceutiques. Connu dans la Grèce antique et en ancienne Égypte pour soigner les affections cutaneés, l'aloès des Barbades, par exemple, est employé au XXIe siècle dans les domaines de la dermatologie, de la phytothérapie et de la cosmétologie,. La plupart des espèces de cactus sont impropres à la consommation. La production de Figuier de Barbarie (Opuntia ficus-indica), une succulente d'origine mexicaine, est cependant recommandée par l'Organisation des Nations unies pour l'alimentation et l'agriculture (FAO), en raison de ses bénéfices alimentaires et de ses bienfaits environnementaux,. Cette espèce d'Opuntia, importée en Europe depuis le XIVe siècle et dont la culture est pratiquée depuis plus de 5 000 ans sur le continent sud-américain, fournit des baies comestibles, appelées figues de Barbarie, pesant de 150 à 400 grammes,. Ces rameaux, en forme de raquette, retiennent l'eau. Selon la FAO, un hectare de figuiers peut restituer jusqu’à 180 tonnes d’eau. La plante est cultivée à grande échelle au Brésil ; elle entre dans la composition de l'alimentation du bétail. Dans les contrées désertiques du Maghreb et d'Éthiopie, son introduction favorise la conservation des sols et la diversification des sources d'eau. L'exploitation de ce cactus se développe aussi en Turquie, en Israël, en Inde et en Australie.

## Images

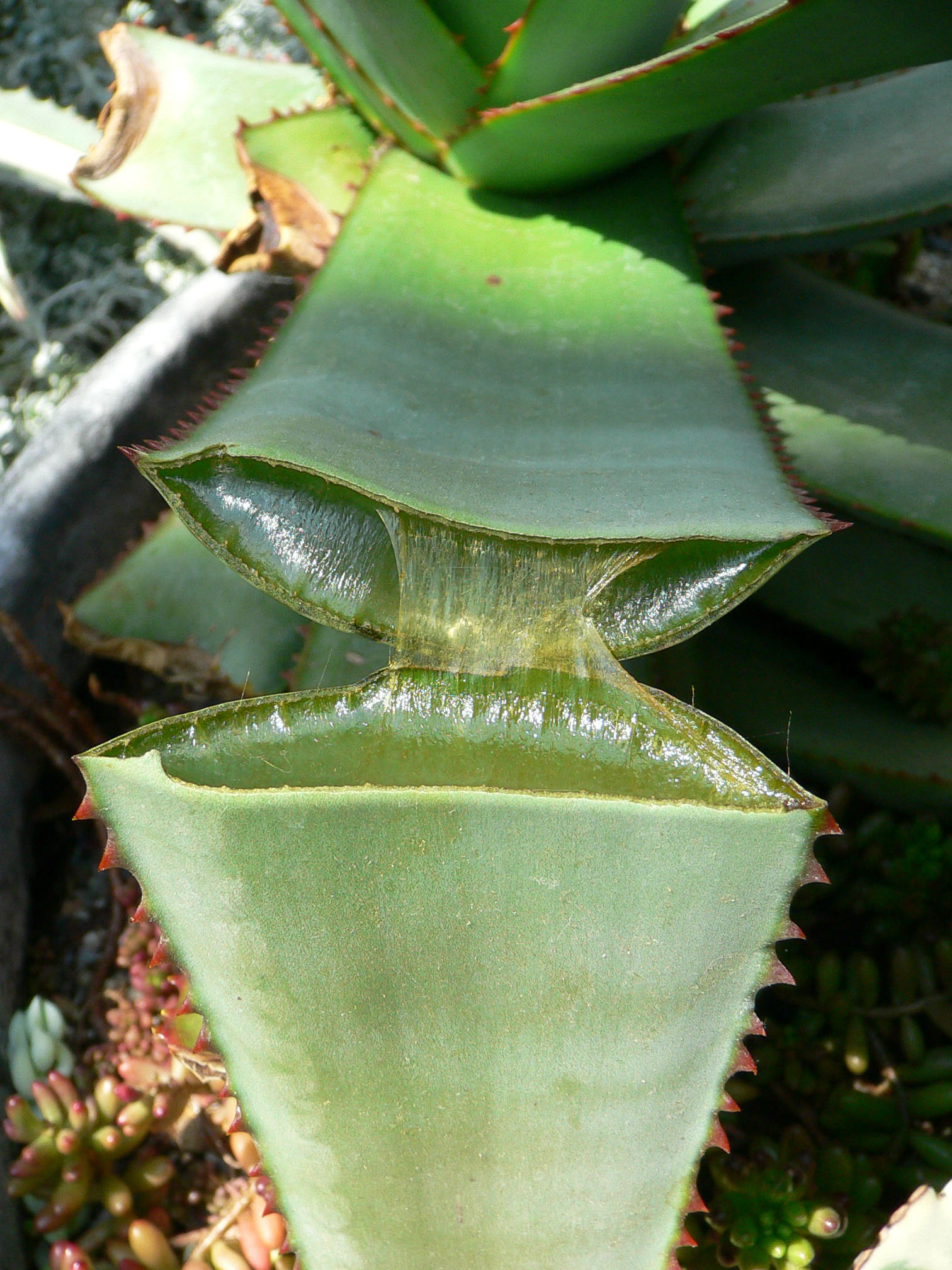
Plantes succulentes comme cet Aloe, qui stocke l'eau dans ses feuilles épaisses.
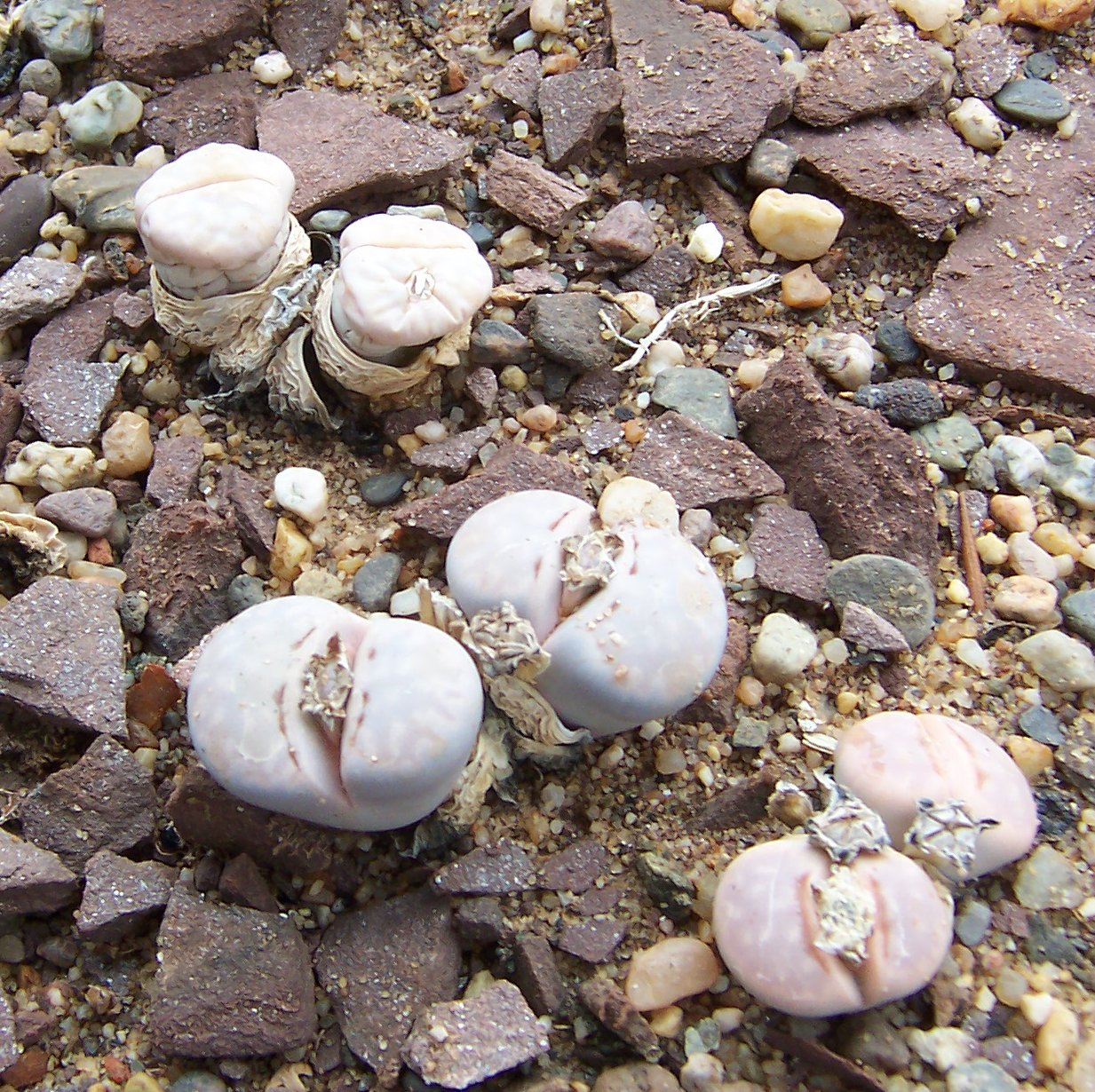
Aizoaceae : Lithops julii, feuilles succulentes.
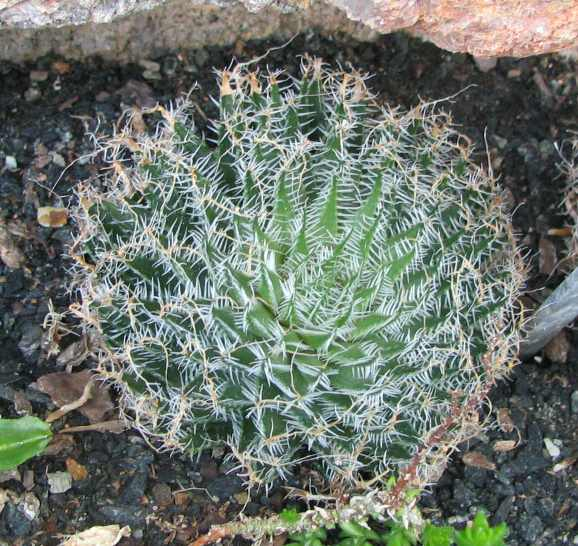
Asphodelaceae : Haworthia arachnoidea, feuilles succulentes.
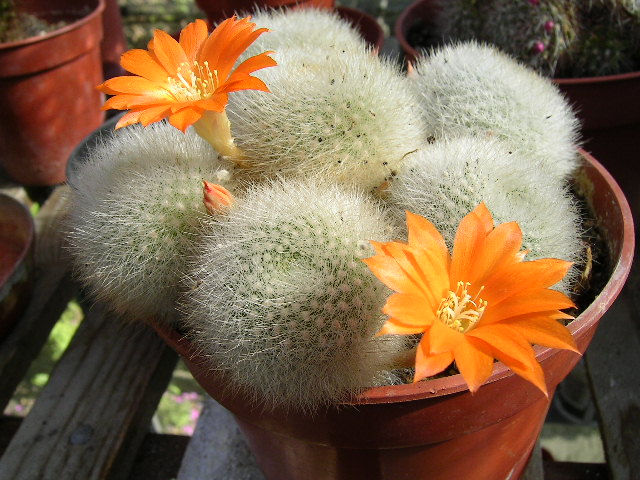
Cactaceae : Rebutia muscula, tiges succulentes.
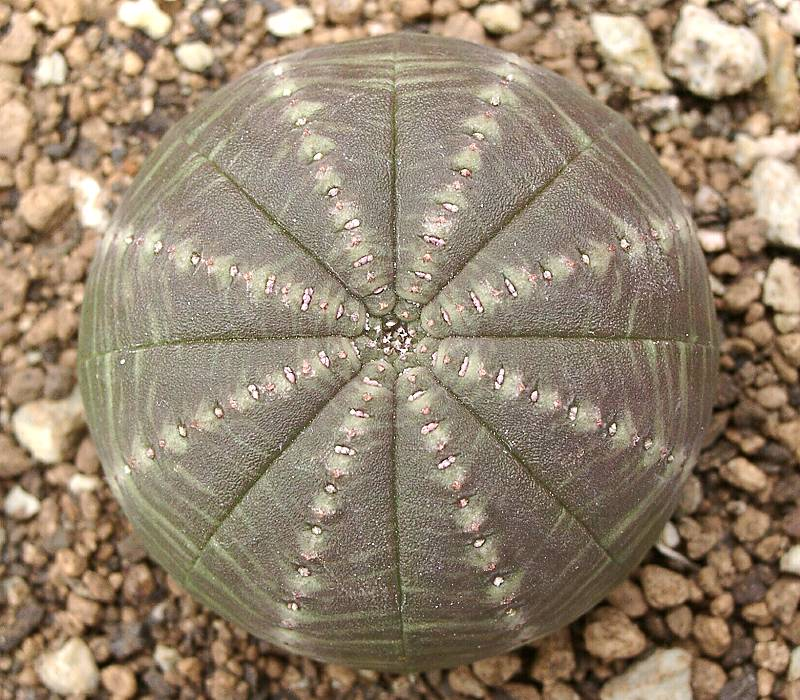
Euphorbiaceae : Euphorbia obesa ssp. symmetrica, tiges succulentes.
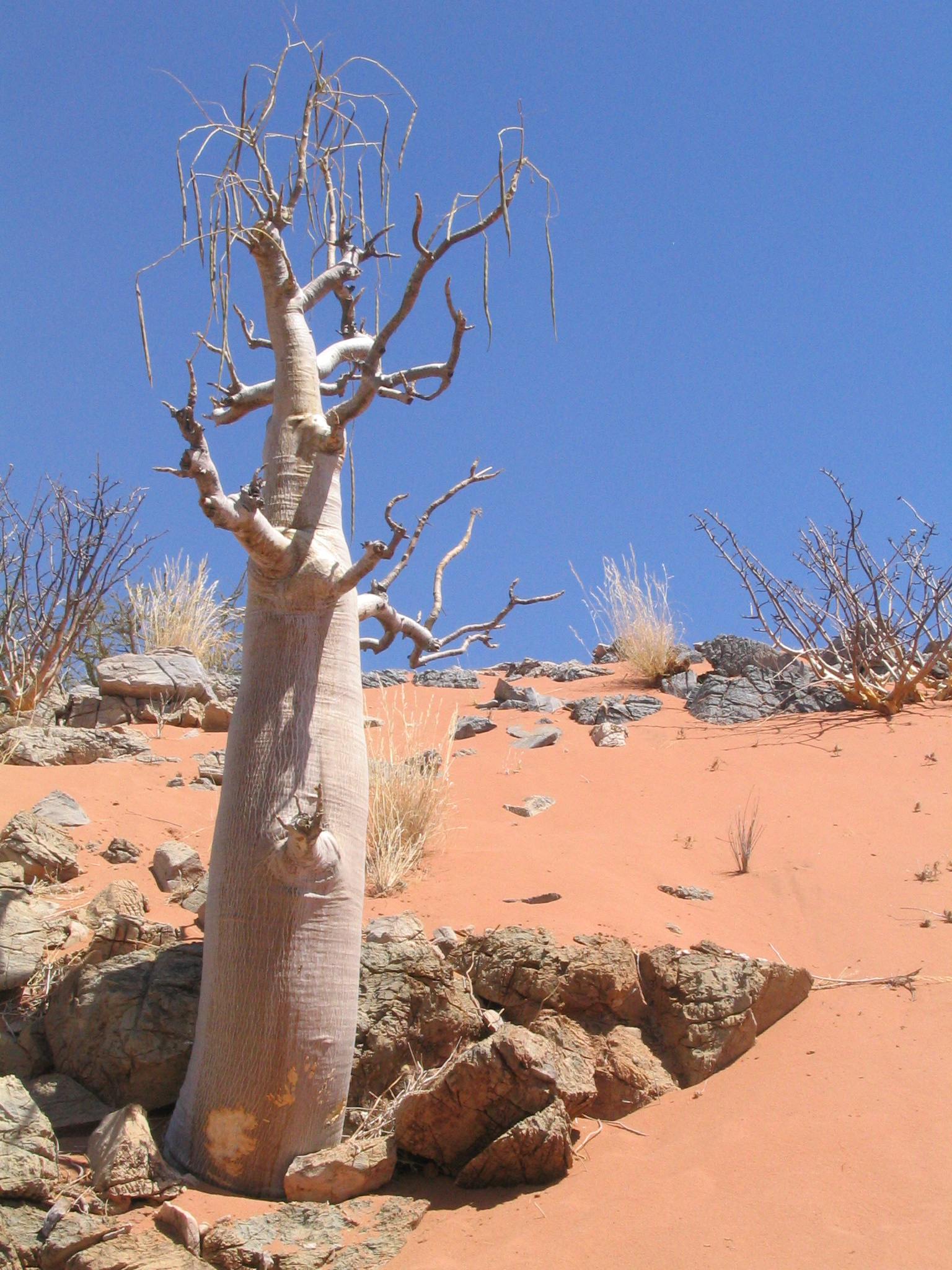
Moringaceae : Moringa ovalifolia, tiges succulentes.
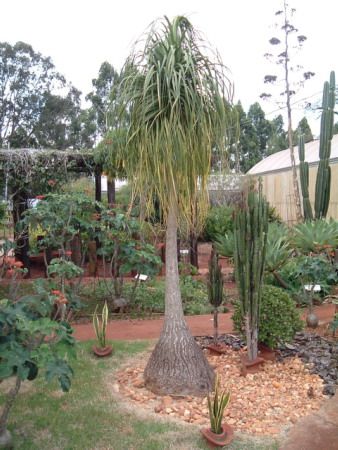
Nolinaceae : Beaucarnea recurvata, tiges succulentes.
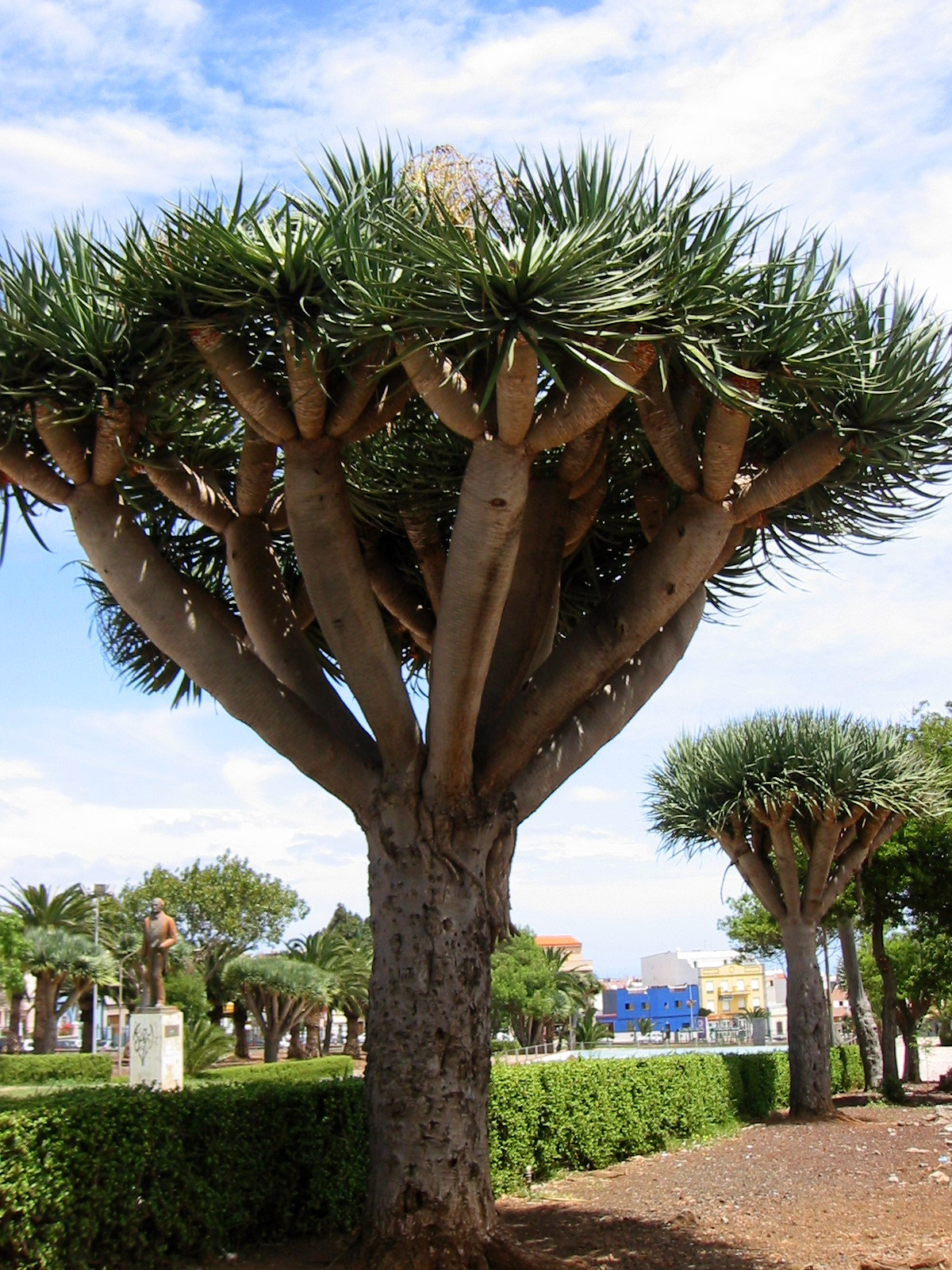
Ruscaceae : Dracaena draco, tiges succulentes.
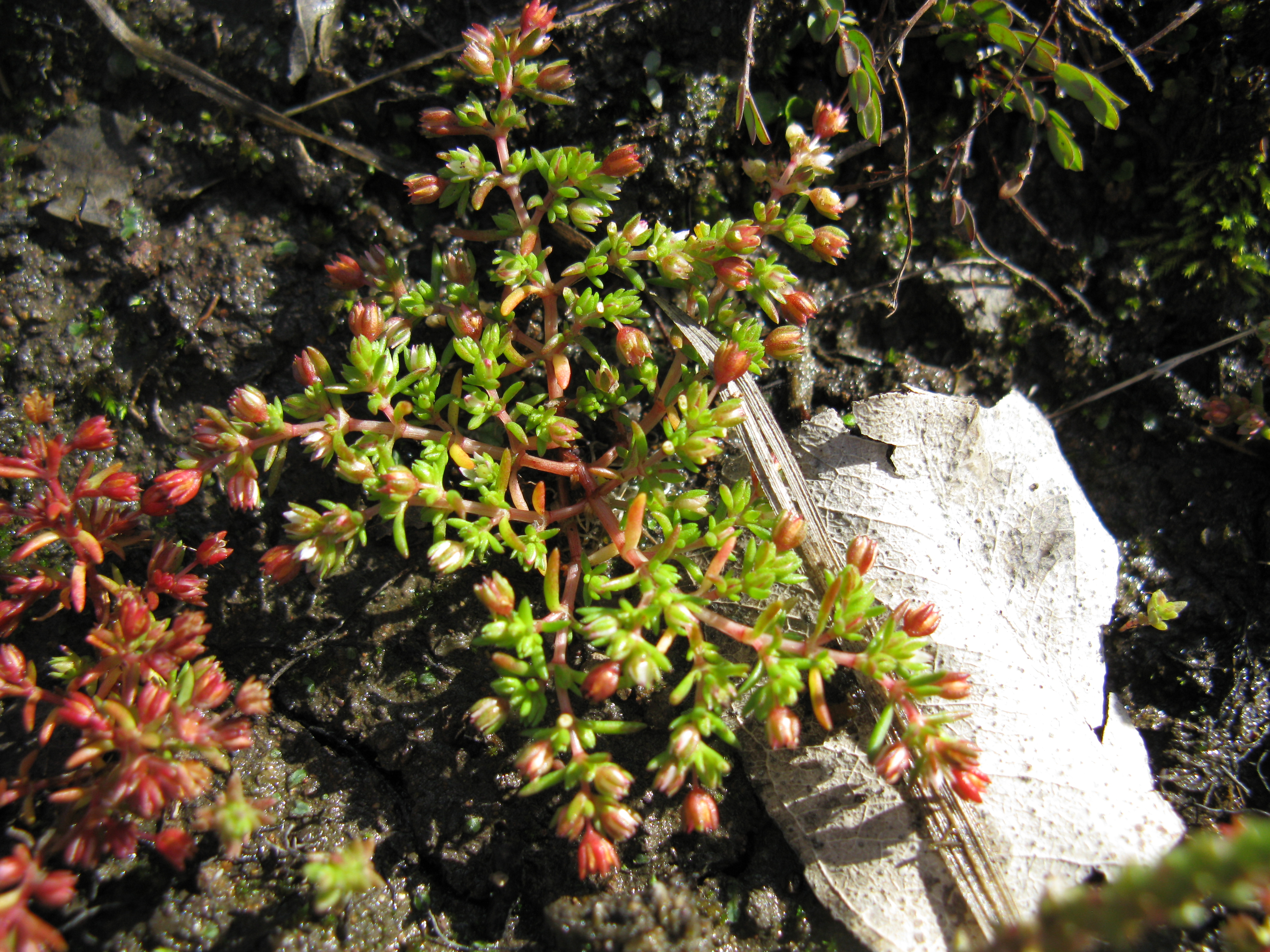
Crassula decumbens.